# Balca
Balca ist eine Siedlung im Quarter (Distrikt) Laborie im Süden des Inselstaates St. Lucia in der Karibik. 2015 hatte der Ort 240 Einwohner.

## Geographie
Die Siedlung liegt im Süden der Insel, zwischen den Flüssen Balembouche River und Doree River und nördlich und oberhalb von Balembouche. Im Ort verläuft die Ravine Cachibour. Im Umkreis liegen die Siedlungen Morne Lezard Estate (W), Londonderry (NO), Balembouche (S), und La Perle (SO).
| Morne Lezard Estate | Gayabois En Leur Ba                         | Londonderry |
| Morne Lezard Estate | Kompassrose, die auf Nachbargemeinden zeigt | Londonderry |
| Bongalo             | Balembouche                                 | La Perle    |

## Klima
Nach dem Köppen-Geiger-System zeichnet sich Balca durch ein tropisches Klima mit der Kurzbezeichnung Af aus.